# Tonje Larsen
Tonje Larsen (født 26. januar 1975 i Tønsberg) er en norsk håndboldtræner og tidligere håndboldspiller, der som venstre back gennem stort set hele sin karriere spillede for Larvik HK. Hun spillede desuden en årrække på landsholdet og var med til at vinde en lang række medaljer ved OL, VM og EM. Hun nåede i alt 264 kampe og scorede 567 mål på landsholdet. Larsen er 184 cm høj. Hun har undervist i idræt og været træner i flere sammenhænge.
Hun har siden juli 2020 været assisterende landstræner for det norske kvindelandshold.

## Aktiv karriere

### Klubhold
Tonje Larsen var med til at vinde en stribe af Larviks mesterskaber og pokaltitler:
- Norsk pokalmester: 1995/1996, 1997/1998, 1999/2000, 2002/2003, 2003/2004, 2004/2005, 2005/2006, 2006/2007
- Norsk mester: 1993/1994, 1996/1997, 1999/2000, 2000/2001, 2001/2002, 2002/2003, 2004/2005, 2005/2006, 2006/2007, 2007/2008, 2008/2009, 2009/2010
- Europæiske finaler:
  - EHF Cup'en 1995/1996 (nederlag til Debrecen)
  - Cup Winners' Cup 2004/2005 (sejr over Podravka)

I sæsonen 1998/1999 spillede hun i danske Viborg HK, hvor hun var med til at vinde det danske mesterskab og EHF-cup'en (finalen mod Győr, men hun vendte efter blot én sæson tilbage til Larvik.
Hun nåede i alt 685 kampe for Larvik, inden hun indstillede karrieren i 2015.

### Mesterskaber for Norge
Tonje Larsen spillede i mange år for Norge og var med til at vinde en række mesterskaber. Herunder ses Norges resultater ved de slutrunder, hvor hun var med:
- EM 2010 (guld)
- VM 2009 (bronze)
- EM 2008 (guld)
- OL 2008 (guld)
- VM 2003 (6.-plads)
- EM 2002 (sølv)
- OL 2000 (bronze)
- VM 1999 (guld)
- EM 1998 (guld)
- VM 1997 (sølv)
- OL 1996 (4.-plads)
- EM 1996 (sølv)
- VM 1995 (4.-plads)
- EM 1994 (bronze)

Efter VM 2003 blev hun ramt af flere skader, og hun var dermed ikke med på landsholdet igen, før kort inden OL 2008. Hun indstillede landsholdskarrieren efter VM i 2009.

### Skader
Hun kæmpede i årevis med en knæskade i form af springerknæ og har af den grund spillet adskillige mesterskaber primært som forsvarsspiller.
Hun blev sin knæskade kvit og var aktuel til VM i Frankrig i 2007, men kom ikke med, da hun brækkede hånden efter et sammenstød med Storhamars Izabela Duda.
Hun gjorde derfor ikke comeback før i en turnering i Portugal i foråret 2008 og deltog på holdet, der vandt guld under OL i Beijing. Hun var den dominerende spiller i finalen under EM 2008 i Makedonien, som Norge vandt.

## Trænerkarriere
Efter afslutningen af sin aktive karriere fortsatte hun som del af trænerteamet i Larvik, samtidig med at hun begyndte at undervise på Wang Toppidrett. I 2017 blev hun hentet til Flint i Tønsberg for at træne klubbens elitedamehold, der netop var rykket ud af den næstbedste række i Norge. Efter første sæson var holdet rykket tilbage til næstbedste række.
Samtidig med, at hun trænede Flint, var hun også i en periode en del af trænerteamet for ungdomslandsholdene, og fra efteråret 2020 kom hun med i trænerteamet for A-landsholdet, hvorpå hun indstillede engagementet med Flint.